# Fortuné du Boisgobey
Œuvres principales
- Une affaire mystérieuse
- Le Forçat Colonel
- La Vieillesse de M. Lecoq
- Le Crime de l’omnibus
- La Main coupée

Fortuné Hippolyte Auguste Abraham-Dubois, dit Fortuné du Boisgobey, né à Granville le 11 septembre 1821 et mort le 26 février 1891 à Paris, est un auteur français de romans judiciaires et policiers (Le Pouce crochu, Le Crime de l'omnibus, Le Collier d'acier, etc.), mais aussi de romans historiques (Le Demi-Monde sous la Terreur, Les Collets noirs, etc.), ainsi que de quelques récits de voyage (Du Rhin au Nil).

## Biographie
Issu d’une famille aisée, son père Hippolyte Abraham-Dubois est maire de Granville de 1830 à 1834 et député de la Manche pendant 18 ans, Fortuné du Boisgobey fait ses études au Collège d'Avranches puis au lycée Saint-Louis et enfin à l'École de droit. Durant la Monarchie de Juillet dont sa famille est partisane, il sert de 1844 à 1848, dans la section des soldes de l'armée d'Algérie avant de poursuivre ses voyages en Orient.
Il ne devient feuilletoniste que sur le tard, après avoir abandonné l'Administration des Finances. Ayant fait son entrée en littérature en 1843, avec la publication dans le Journal d'Avranches, sous le nom de plume de « Fortuné Abraham-Dubois », d'une série intitulée Lettres de Sicile, où il raconte un voyage effectué l'année précédente, il renoue avec les lettres, à la suite d’un revers de fortune, en 1868, sous le nom de plume de « Fortuné du Boisgobey », avec une histoire intitulée Deux comédiens dans Le Petit Journal, qui est éditée en livre sous le titre l'Auberge de la Noble-Rose en 1880. L'histoire a du succès auprès du public, et Paul Dalloz, du Petit Moniteur, signe avec l'auteur un contrat à 12 000 francs, un an pour sept ans.
Le succès d'Une affaire mystérieuse et du Forçat colonel, tous deux publiés en 1869, fait de cet écrivain prolifique, qui comptera plus de soixante œuvres à son nom, l'un des feuilletonistes les plus populaires. En 1877, le Figaro l'engage pour une série de romans, qui augmentent le tirage du journal. Bien que parfois un peu moins convaincants que ceux d'Émile Gaboriau, avec lequel son nom est généralement associé, ses romans policiers ont néanmoins connu une grande diffusion et tous ses romans ont fait l'objet d'une traduction.
Du Boisgobey préside la Société des gens de lettres en 1885 et 1886. Son nom de plume n'est en réalité que l'ancien nom de sa famille (Abraham du Boisgobbé) avant la Révolution, qu'il a repris : Nicolas Abraham a acquis la vavassorie noble du Boisgobey en 1538, et à l'époque de la Révolution, son grand-père raccourcit son nom en Abraham-Dubois. Tombé malade deux mois avant sa mort il se fait transporter rue Oudinot chez les frères de Saint-Jean de Dieu où il continue son travail avant de s'éteindre le 26 février 1891. Il est inhumé au cimetière du Montparnasse, son acte de décès étant enregistré à la mairie du VIIe arrondissement.

## Œuvre

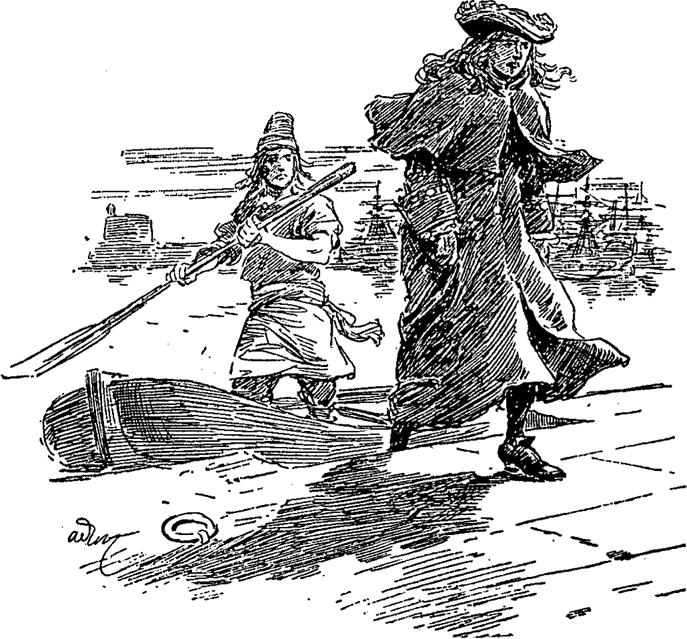
Couverture d’Un cadet de Normandie au XVIIe siècle de Fortuné du Boisgobey

- Le Forçat colonel, Paris, E. Lachaud, 1871.
- Les Gredins, 2 volumes (1/ Jean des falaises, 2/  André de Champtocé) Paris, Dentu, 1872-1873 - Degorce Cadot (1877) 3 parties 1/ L'empoisonneur 2/ La tête de mort 3/ La toile d'araignée
- Le Camélia rouge, (1re partie de Le chevalier casse-cou), Dentu 1873.
- La Chasse aux ancêtres, (suite du Camélia rouge, 2e et dernière partie du Chevalier Casse-cou), Dentu 1873.
- Les Collets noirs, 2 vol., Paris, E. Dentu, 1874 - Boulanger 1884.
- L'As de cœur, 2 vol., Paris, E. Dentu, 1875.- Librairie Félix Juven 1909
- La Tresse blonde, Paris, Dentu 1875 (Les Feuilletons du dimanche, sous le titre Les Exploits d'un agent de police). Jules Tallandier Livre National rouge numéro 110 ?
- Le Coup de pouce, Paris, E. Dentu, 1875 ; réed., Paris, Alterédit, 2009.
- La Jambe noire, 2 vol., Paris, E. Dentu, 1876.
- Du Rhin au Nil, impressions de voyage, Paris, Decaux Librairie illustrée, 1876 ;  Plon et Cie, 1880.
- Les Mystères du nouveau Paris, (3 volumes - Dernier volume intitulé L'Omnibus du diable) Paris, Dentu, 1876.
- Le Demi-monde sous la Terreur, 2 vol., Paris, E. Dentu, 1877 ; réédition, Paris, Édition Pascal Galodé, 2013.
- La Peau d'un autre : trente ans d’aventures, 2 vol., Paris, E. Dentu, 1877.
- Une affaire mystérieuse, Paris, E. Dentu, 1878 ; réed. coll. « Les maîtres du roman », 1890.
- La Vieillesse de M. Lecoq, 2 vol., Paris, E. Dentu, 1878 ; réed. Fayard [1910].
- Les Deux Merles de M. de Saint-Mars, 2 vol., Paris, E. Dentu, 1878.
- L'Épingle rose, (3 volumes : 1. L'Épingle rose, 2. Le Masque de velours, 3. Les Millions de l'oubliette), Paris Dentu, 1879.
- L'Héritage de Jean Tourniol, Paris, Plon et cie, 1880.
- La Main coupée, Paris, Plon et Cie, 1880 (2 volumes). Réédités en 1889 en 2 Vol. : 1. Les Exploits de Georget, 2. Le Bouquet d'immortelles) Plon, Nourrit et Cie
- Le Tambour de Montmirail, 2 vol., Paris, E. Plon, 1880.
- Les Cachettes de Marie-Rose, 2 vol., Paris, E. Dentu, 1880. Éditions Pascal Galodé 2013 sous le titre L'Enragé.
- Où est Zénobie ?, 2 vol., Paris, E. Dentu, 1880 (pré original paru en 1876 dans Le Voleur illustré no 970 à 1015 sous le titre Les Mystères des carrières Montmartre).
- L’Affaire Matapan, 2 vol., Paris, Dentu, 1881 - Librairie Felix Juven 1909
- L’Équipage du diable, 2 vol., Paris, E. Dentu, 1881.
- Le Crime de l'omnibus, Plon 1881 -  sous le titre Le Crime de l'Or Tallandier 1916 - réédition, Paris, Éditions Les Belles Lettres, coll. « Bibliothèque populaire Encrage », 2005 ; réédition, Paris, Alterédit, 2009.
- Le Pavé de Paris, Paris, E. Plon, 1881.
- Le Pignon maudit, 2 vol., Paris, E. Dentu 1882.
- Le Bac, Paris, E. Plon et cie., 1882.
- Les Suites d'un duel, Paris, E. Dentu, 1882.
- La Revanche de Fernande, Paris, E. Plon et cie, 1882.
- La Citerne aux rubis, (1re partie des Nuits de Constantinople), Paris, E. Plon 1882.
- Le Sac de cuir (suite de La Citerne aux rubis, 2e et dernière partie des Nuits de Constantinople), Paris, Plon, 1882.
- Le Cochon d’or, t. 1er, Paris, E. Dentu, 1882.
- Le Cochon d’or, t. 2e, Paris, E. Dentu, 1882.
- Bouche cousue, 2 volumes Paris, E. Dentu, 1882, publié en roman-feuilleton dans le Petit Parisien à partir du 19 juillet 1882.
- Le Collier d'acier, Paris, E. Plon et cie., 1883 ; réed. coll. « Meilleurs Romans », no 23, Félix Juven, [1910].
- Mérindol, Paris, E. Dentu 1883
- Le Coup d'œil de M. Piédouche, Rouff, Paris, 1883 ; rééd. Paris, Payot & Rivages, coll. « Rivages/Mystère » no 32, 1999.
- Le Secret de Berthe, 2 vol. E. Dentu, 1883 - 2 volumes Tallandier Livre National 1918 (titre du second volume : L'Amie coupable)
- Le Billet rouge, Paris, L. Boulanger 1884.
- Le Mari de la diva, Paris, E. Dentu, 1884 ; rééd. coll. « Le Livre de Poche Tallandier » no 15 [1915]
- Babiole, 2 volumes Paris, E. Plon, 1884 Paru en roman-feuilleton dans le Petit Parisien à partir du 16 janvier 1884.
- Margot la balafrée, 2 vol., Paris, E. Plon, Nourrit et Cie., 1884 (publié sous forme de roman-feuilleton dans le Le Petit Parisien à partir du 20 février 1883) Tallandier Livre National  rouge numéro 232 puis Tallandier Livre National Rouge 929 - Tallandier Livre National bleu numéro 5 -1936
- Une tête perdue, ouvrage collectif Comme chez Nicollet, Dentu, 1885.
- L'Auberge de la Noble-Rose, Paris, E. Dentu, 1885.
- La Voilette bleue, Paris, E. Plon, Nourrit 1885. - Jules Tallandier Livre National Rouge numéro 119 - ?
- Le Cri du sang, t. 1er, Paris, E. Dentu, 1885.
- Le Cri du sang, t. 2d, Paris, E. Dentu, 1885.
- La Belle Geôlière 2 volumes Paris Dentu, 1885.

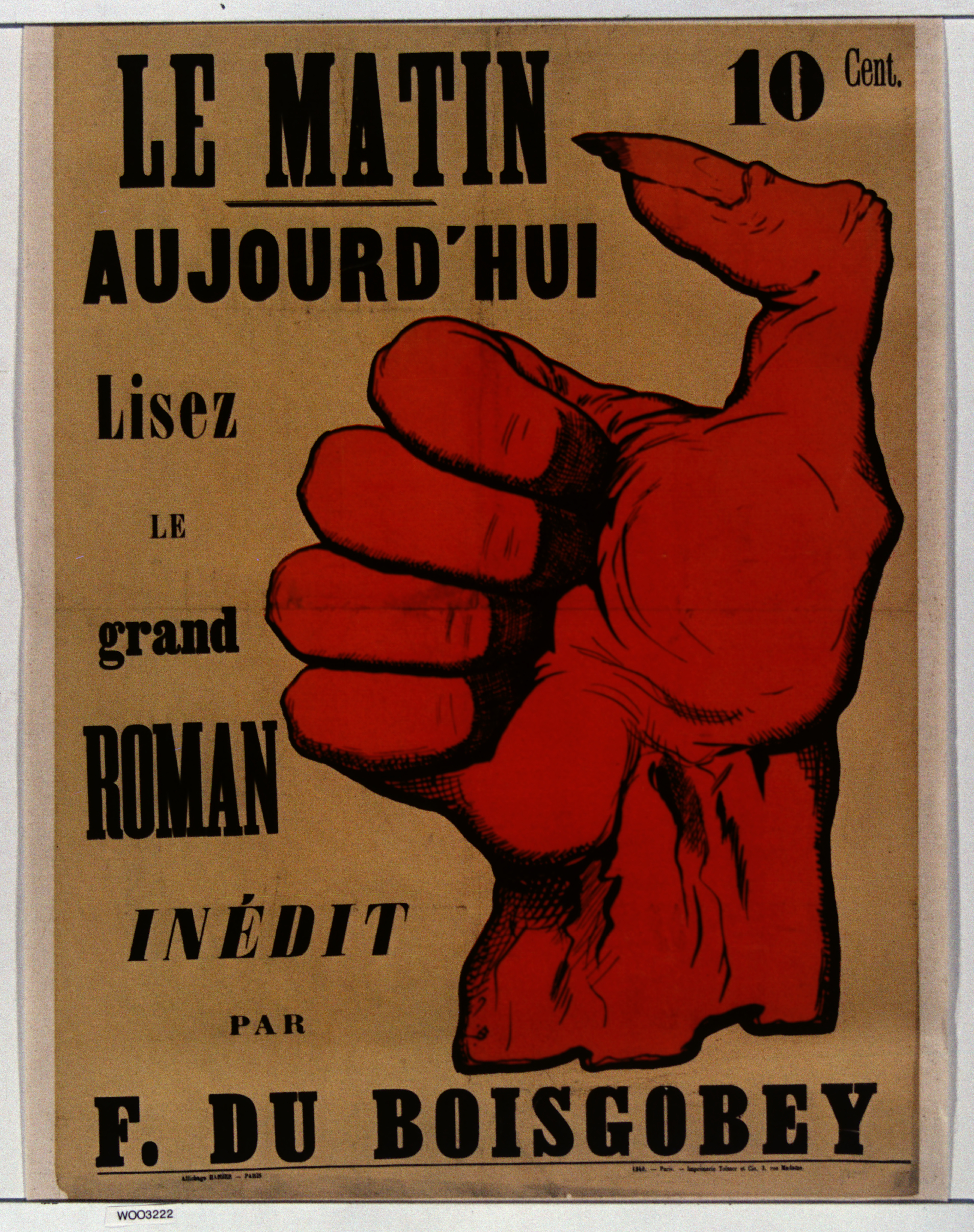
Publicité pour le Pouce crochu.

- Le Pouce crochu, Paris, P. Ollendorff, 1885 ; réédition, Paris, Éditions Les Belles Lettres, coll. Bibliothèque populaire Encrage, 2006 ; réédition, Paris AlterEdit, 2009 (lire en ligne).
- Cœur volant, 2 volumes Paris, E. Plon, Nourrit et cie. 1886.
- La Bande rouge, 1re partie, Paris, E. Dentu, 1886  - Librairie Mondaine 1/ La Bande rouge 2/ Un drame sur la Seine 3/ La Muette qui parle) (vers 1877)
- La Bande rouge, 2e partie, Paris, E. Dentu, 1886   - Librairie Mondaine  1/ La Bande rouge 2/ Un drame sur la Seine 3/ La Muette qui parle) (vers 1877)
- Porte close, 2 volumes Paris, E. Plon, Nourrit, 1886.
- Rubis sur l'ongle, Paris, Libr. Illustrée, 1886 ; réédition, Paris, Éditions du Masque, coll. « Labyrinthes », 2011.
- Les Îles Chausey, nouvelle, ouvrage collectif Pique-Nique, Dentu, 1887.
- Cornaline la dompteuse, Paris, Plon, 1887 - Jules Tallandier Le Livre de Poche numéro 7 - 1915/17
- Grippe-soleil, Paris, Decaux, Librairie illustrée, 1887. - Sous le titre "Le Cinghalais amoureux" Tallandier Livre National Rouge numéro 127
- Jean Coup-en-deux, Paris, E. Dentu : Librairie de la société des gens de lettres, 1887.
- Le Chalet des Pervenches, Paris, Plon-Nourrit et cie - 1888, Réédition avec couverture illustrée Plon-Nourrit circa 1930
- L'Œil-de-chat, t. 1er, Paris, E. Dentu, 1888.
- L'Œil-de-chat, t. 2d, Paris, E. Dentu, 1888.
- Mariage d'inclination, Paris, Librairie illustrée, 1888.  Jules Tallandier Le Livre de Poche  numéro 4 - 1915/17
- Marie Bas-de-Laine, Paris, E. Plon-Nourrit, 1889.
- Décapitée !, Paris, Plon 1889 ; réédition, Paris, Éditions Les Belles Lettres, coll. « Bibliothèque populaire Encrage », 2004.
- Le Plongeur : scènes de la vie sportive, Paris, Plon, 1889.
- Double-blanc, t. 1er, Paris, E. Plon, Nourrit, 1889 ; réédition des vol. 1 et 2, Paris, Alterédit, 2009 ; réédition du vol. 1, Paris, Hachette/BNF, 2012.
- Double-blanc, t. 2d, Paris, E. Plon, Nourrit, 1889.
- Le Crime de l'Opéra, vol. 1, Paris, Plon et Cie, 1879. Republié en 1889 sous le titre La Loge sanglante, Paris, E. Plon-Nourrit, éditions Rouff, Paris, 1885.
- Le Crime de l'Opéra, vol. 2, Paris, Plon et Cie, 1879. Republié en 1889 sous le titre La Pelisse du pendu Paris, E. Plon-Nourrit, éditions Rouff, Paris, 1885.
- La Main froide, Paris, Ernest Kolb 1889  -  réédition, Paris, Alterédit 2007.
- Le Fils du plongeur (scènes de la vie sportive), Plon et Cie, Paris, 1890.
- Fontenay Coup-d'Épée, t. 1er, Paris, E. Plon-Nourrit, 1890 - Librairie Felix Juven 1909
- Fontenay Coup-d'Épée, t. 2d, Paris, E. Plon-Nourrit, 1890.
- Le Chêne-capitaine, Paris, E. Plon, Nourrit et Cie, 1890. Également publié sous forme de roman-feuilleton dans Le Figaro du 15 août 1890 au 27 septembre 1890.
- Le Lièvre aux olives, nouvelle, ouvrage collectif, 47 Chaussée d’Antin, Dentu, Paris, 1890, hebdo Mon bonheur du 10 janvier 1907.
- Un problème judiciaire, nouvelle, ouvrage collectif Les Compagnons de la plume, Paris, Dentu, 1890.
- L'Aveugle du bonheur, nouvelle, ouvrage collectif En petit comité, Dentu, 1890.
- Un cadet de Normandie au XVIIe siècle, Paris, Delagrave, 1891, sous cartonnage de luxe « à la calèche dorée » signé Engel et Paul Souze. Nombreuses rééditions ultérieures (1920, 1924, 1929, etc.)
- Acquittée, Paris, E. Plon, Nourrit et cie, 1892.
- Voyage en Bretagne, 1839, Rennes, Ouest-France, 2001  (ISBN 2-7373-2690-7).